# 鸭绿江断桥
鸭绿江断桥位于中国辽宁省丹东市振兴区江岸路鸭绿江畔，是原鸭绿江大桥被炸毁后的残余部分。

## 简介
本桥原为12孔可开闭式铁路桥，总长944.2米，宽11米，最初由日本驻韓國統監府铁道廳（朝鮮總督府鐵道局的前身）于1909年5月动工建设，连接朝鲜平安北道新义州与中国安东（今丹东），次年10月竣工通车。为便于超高船舶通行，中方一侧在第四孔处架设旋转式“开闭梁”，以四号墩为轴可旋转90°。本桥为鸭绿江上的第一座桥梁，1943年4月日本在此桥上游百米处建成第二座铁路桥（今中朝友谊桥），本桥因此被改为公路桥。
朝鲜战争期间，由于本桥作为中方支援朝鲜前线的交通大动脉具有突出的战略地位，1950年11月8日至14日美军多次派出轰炸机轰炸，大桥被拦腰炸断，朝方一侧钢梁落入水中，并有三座桥墩被炸塌。战后中方一侧所剩四孔残桥保留至今，被习惯上称为“断桥”（1992年曾改名为“端桥”，2000年后恢复），而朝方一侧则将所属六孔和中方剩余两孔残桥拆除，仅存桥墩。
1993年丹东市投资重新维修本桥，在原桥旋转及炸断处建观赏台，桥身被漆为浅蓝色，同年6月作为旅游景点和爱国主义教育基地开放，今桥上有迟浩田所题写的桥名。景区由中国铁路沈阳局集团沈阳铁道国际旅行社运营。

## 图集

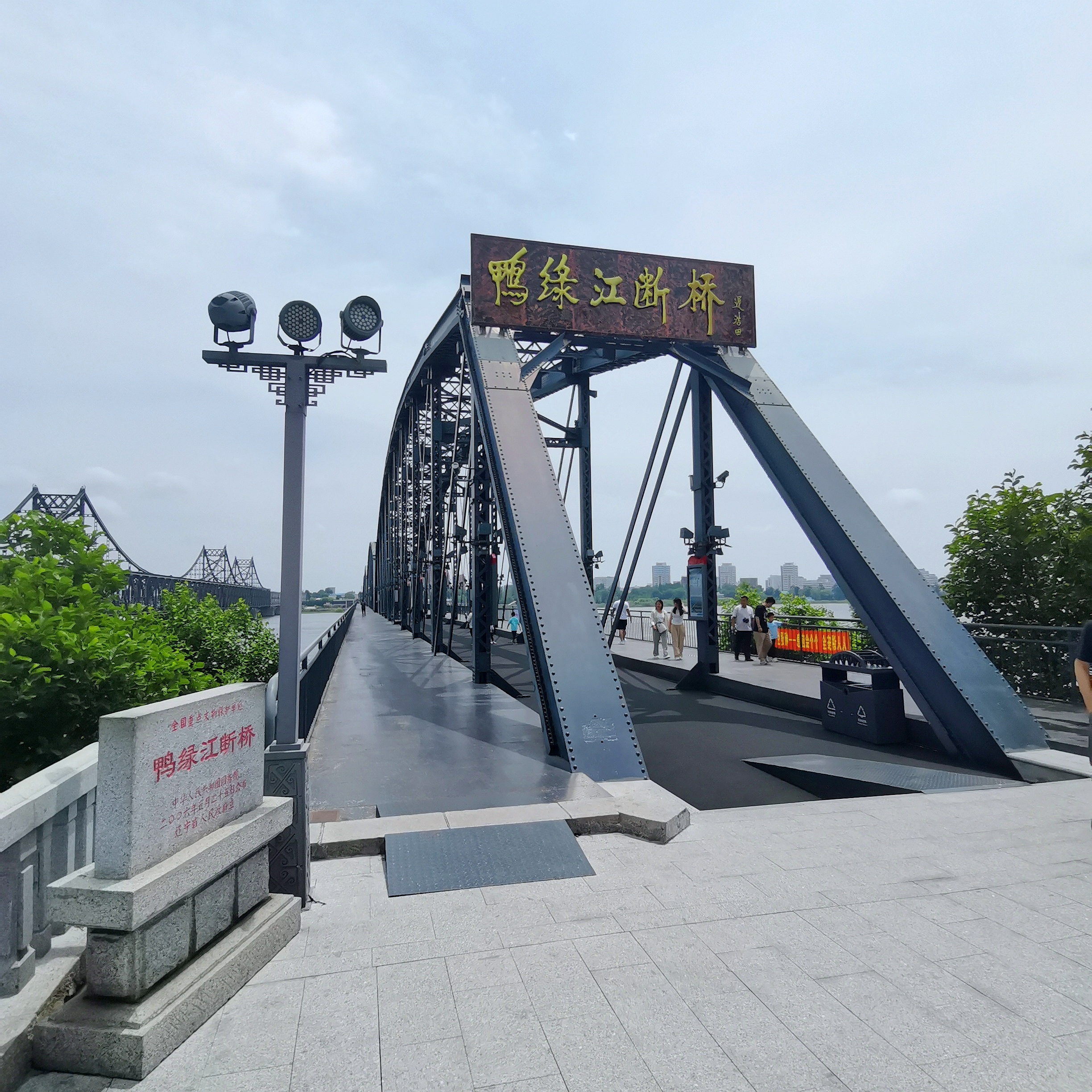
断桥入口
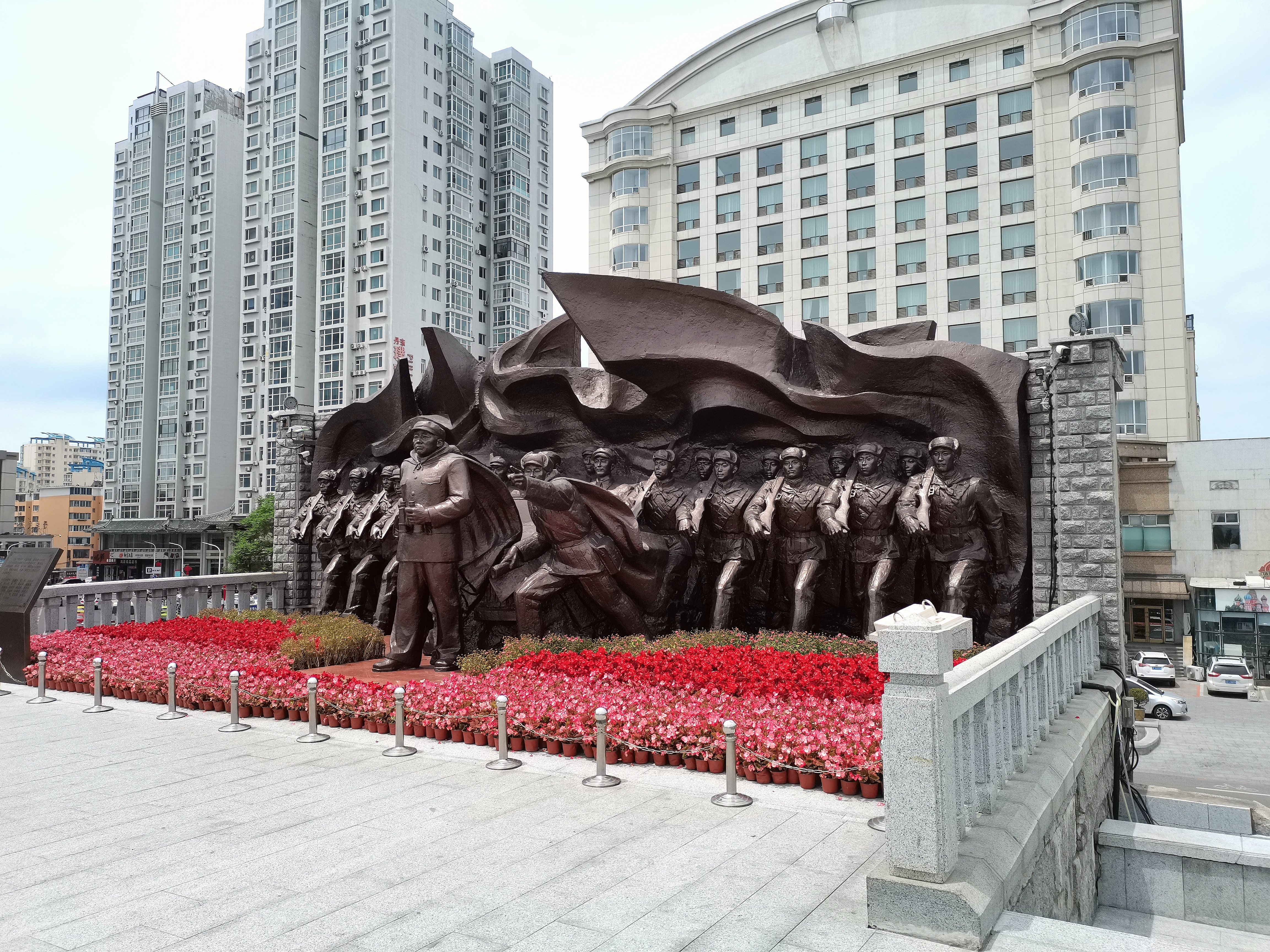
纪念雕塑
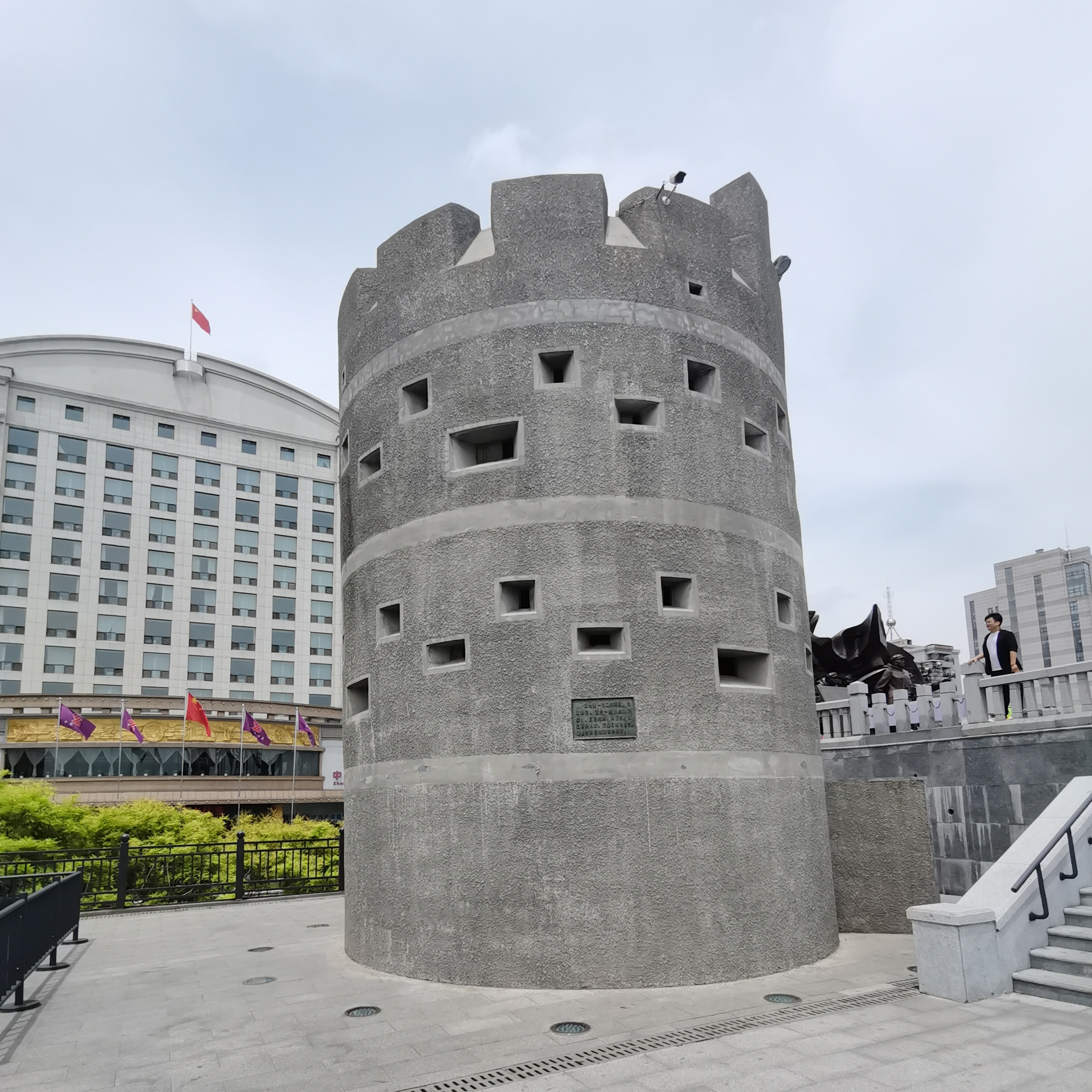
日军修建的炮楼
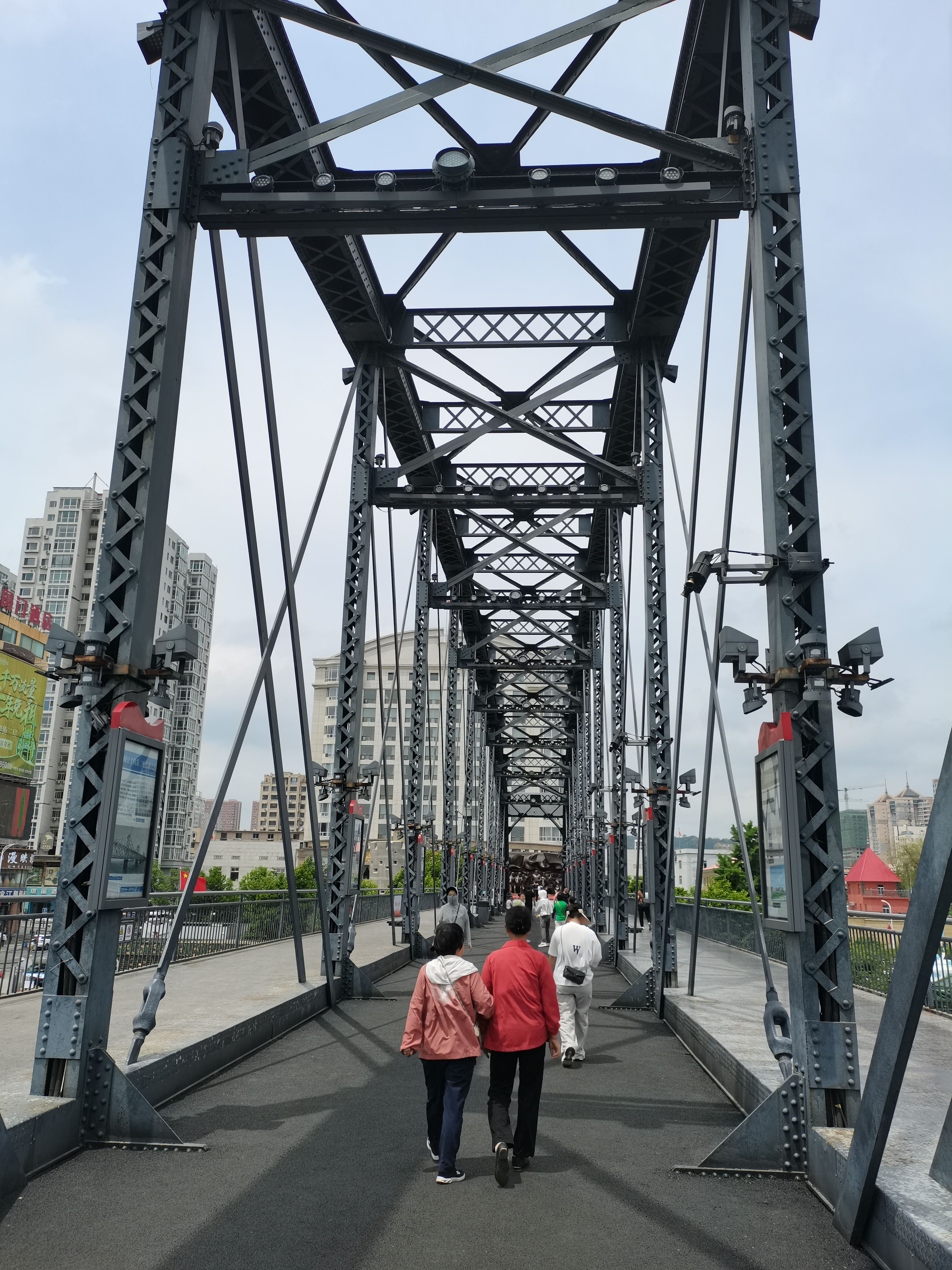
桥上
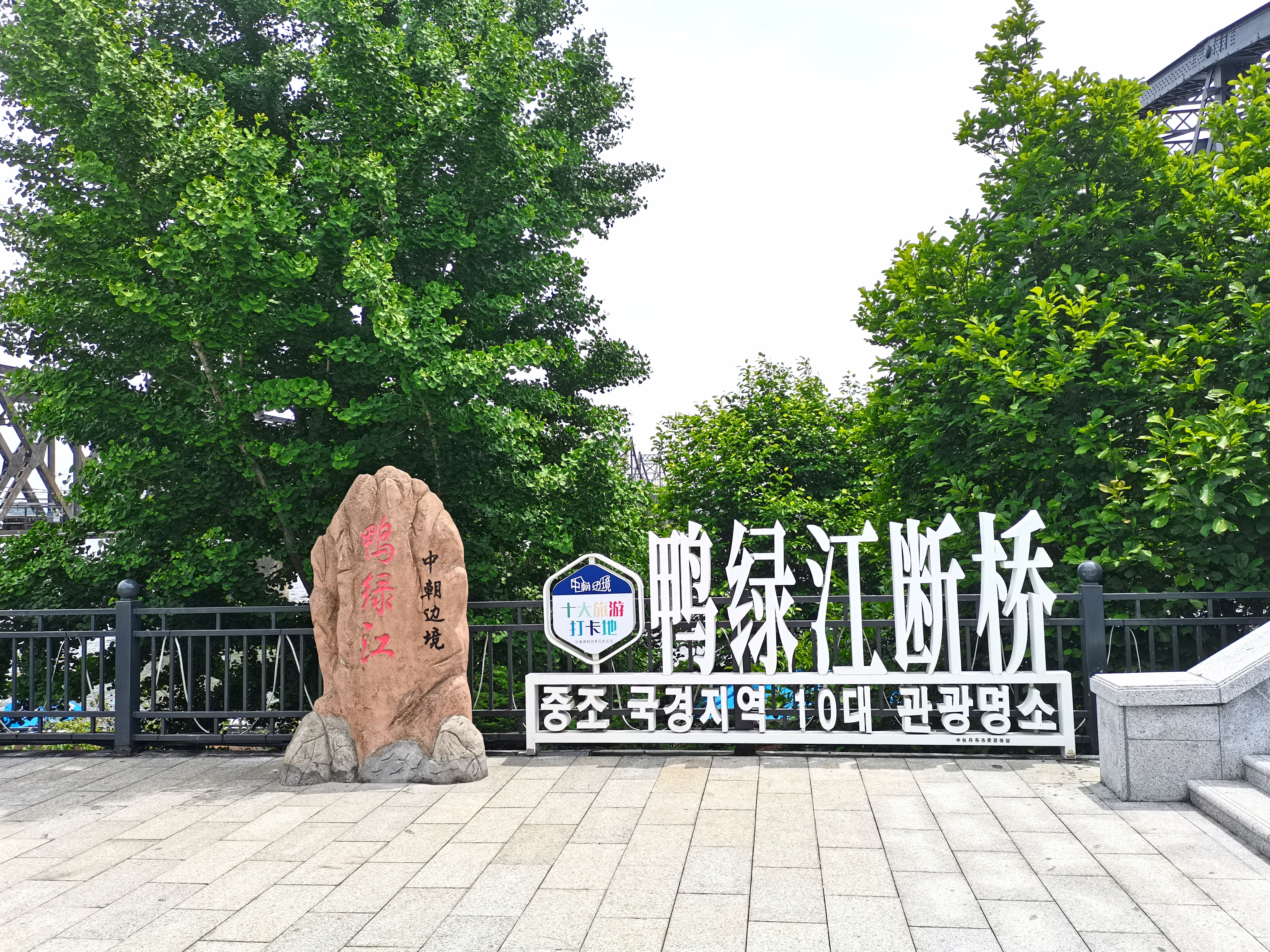
鸭绿江断桥石刻